# Tom of Finland (filme)
Tom of Finland é um filme de drama biográfico fino-sueco-dano-teuto-islando-estadunidense de 2017 dirigido por Dome Karukoski. 
Foi selecionado como representante da Finlândia ao Oscar de melhor filme estrangeiro em 2018.

## Elenco
- Pekka Strang
- Lauri Tilkanen
- Jessica Grabowsky
- Taisto Oksanen
- Seumas Sargent
- Jakob Oftebro
- Niklas Hogner